# James Thurber
James Grover Thurber (Columbus, Ohio, 8 de desembre de 1894 — Nova York, 2 de novembre de 1961) va ser un periodista i escriptor estatunidenc.
Va publicar diversos reculls d'articles, narracions i historietes principalment a The New Yorker. Sovint il·lustrava per ell mateix les històries que descriuen la desesperança de viure en una gran ciutat amb un sentit de l'humor sovint absurd i fantasiós. Ho va fer fins que va perdre la vista. Aleshores, altres autors com Marc Simont il·lustraven per ell. La seva obra comprèn temes tan variats com la sàtira, l'autobiografia o els contes infantils. És un dels humoristes més celebrats del seu temps i ha donat nom al Thurber Prize for American Humor, que premia des de 1997 els millors humoristes nord-americans.
Va deixar la universitat per fer de periodista, i li va anar bé, primer a The Columbus Dispatch, després pel New York Evening Post com a editor, on aconsegueix col·laborar en l'apartat "Talk of the Town" fins que va morir.
Ha escrit gairebé 40 llibres, alguns són infantils però marcats per un fort caràcter psicològic dels personatges, amb descripcions molts precises i subjectives, jocs gramaticals i amb molta ironia. The 13 Clocks (Els 13 Rellotges) és un dels contes més destacats de l'autor, reconegut com un dels millors llibres del món segons Neil Gaiman, la revista Time, Los Angeles Times, The Washington Post, Newsweek, Guardian i Publisher's Weekly.

## Obres
- Is Sex Necessary? (1929).
- My Life and Hard Times (1940).
- Fables of Our Times (1940).
- Many Moons (1943), llibre per nens guardonat amb una menció Caldecott Honor.
- The Great Quillow (1944), llibre per nens.
- The White Deer (1945), llibre per nens.
- The Thurber Carnival (1945), portat al teatre el 1960, guanyant el Premi Tony.
- The 13 Clocks (1950), llibre per nens.
- The Wonderful O (1957).